# Asiactenius mirabilis
Asiactenius mirabilis är en skalbaggsart som beskrevs av Nikolajev 2000. Asiactenius mirabilis ingår i släktet Asiactenius och familjen Melolonthidae. Inga underarter finns listade.